# NGC 7837
NGC 7837  ist eine Spiralgalaxie vom Hubble-Typ Sb im Sternbild Fische auf der Ekliptik. Sie ist schätzungsweise 492 Millionen Lichtjahre von der Milchstraße entfernt und hat einen Durchmesser von etwa 60.000 Lichtjahren. Gemeinsam mit NGC 7838 bildet sie das wechselwirkende Galaxienpaar Arp 246.
Halton Arp gliederte seinen Katalog ungewöhnlicher Galaxien nach rein morphologischen Kriterien in Gruppen. Diese Galaxie gehört zu der Klasse Galaxien mit Anzeichen für eine Aufspaltung.
Im gleichen Himmelsareal befinden sich weiterhin u. a. die Galaxien NGC 3, NGC 7834, NGC 7835, NGC 7840.
Das Objekt wurde am 29. November 1864 vom deutschen Astronomen Albert Marth entdeckt.